# Pnyxiopsis degener
Pnyxiopsis degener är en tvåvingeart som först beskrevs av Risto Kalevi Tuomikoski 1957.  Pnyxiopsis degener ingår i släktet Pnyxiopsis och familjen sorgmyggor.
Artens utbredningsområde är Finland. Inga underarter finns listade i Catalogue of Life.